# Kerstin Bergh-Bergman
Kerstin Bergh-Bergman, född Bergh den 8 juli 1891, död den 17 januari 1949 i Östertälje församling, var en svensk konstnär.
Hon medverkade i utställningar anordnade av Sveriges allmänna konstförening. Hennes konst består huvudsakligen av akvareller.
Hon var dotter till Richard Bergh och Gerda Ingeborg Winkrans och syster till Maja Holtermann. Från 1924 var hon gift med civilingenjören Wilhelm Daniel Bergman. Makarna Bergman är begravda på Södertälje kyrkogård.